# Hillsborough (New Hampshire)
Hillsborough is een plaats (town) in de Amerikaanse staat New Hampshire, en valt bestuurlijk gezien onder Hillsborough County. Hillsborough bestaat uit Hillsborough Center, Upper Village en Lower Village.

## Demografie
Bij de volkstelling in 2000 werd het aantal inwoners vastgesteld op 4928.

## Geografie
Volgens het United States Census Bureau beslaat de plaats een oppervlakte van 115,6 km², waarvan 113,0 km² land en 2,6 km² water.

## Plaatsen in de nabije omgeving
De onderstaande figuur toont nabijgelegen plaatsen in een straal van 32 km rond Hillsborough.

## Geboren
- Franklin Pierce (1804-1869), 14e president van de Verenigde Staten (1853-1857)
- Benjamin Pierce Cheney (1815), zakenman die aan de wieg stond van American Express
- Richard Backus (1945), acteur en scenarioschrijver